# 中国の汚染タンパク質輸出問題
中国の汚染タンパク質輸出問題（ちゅうごくのおせんタンパクしつゆしゅつもんだい）では、2007年3月の大規模なペットフードのリコールにより認識されるようになった中国食品における問題について説明する。

## 概要
リコールの波紋は2007年のペットフード大量リコール事件の推移を早め、ついに人間の食品の供給にも影響が及んだ。北米、ヨーロッパ、南アフリカのリコールはペットの腎不全が報告されたことにより行われた。最初のリコールはある中国の会社で製造された小麦グルテン入りのペットフードをペットが食べたところ問題が起こったため行われた。翌週、汚染された小麦グルテンを含むペットフードを販売していた数社もリコールを始めた。最初のリコールから1ヵ月後、米国で中国の別の会社が製造した汚染されたコメタンパク質によるペットの腎不全が確認され、南アフリカではトウモロコシグルテンによる腎不全が問題になっていた。
中国政府の対応は遅かった。政府職員、製造者は汚染されたタンパク質が中国産であることすら否定し、数週間にわたり他国の食品安全の調査員が入国することを拒否した。しかし、ついに中国政府は汚染を認め、2つのタンパク質製造業者の違法性を確認し、経営者を逮捕した。しかし、中国政府は汚染がペットフードだけでなく人間の食品にも及んでいるのではないかという憶測は否定し続けている。
最初のそして最も簡単に見つかったタンパク質内の汚染物質はメラミンだった。しかし、メラミンは動物や人間にとって特に危険であるとは考えられていない。そのため調査員はシアヌル酸を含め他の汚染物質がないかどうか調査を続けた。現在の調査ではメラミンとシアヌル酸の混合物が腎不全の原因ではないかと注目されている。シアヌル酸は中国産の粗悪品に単独でまた広く利用されていると予想されており、ペットと人間の健康に影響を及ぼすのではないかと懸念されている。
小麦グルテンと濃縮コメタンパク質は小麦粉の中に原材料として加えられており、それらが分離されたものと比べて安価なものとなっている。メラミンとシアヌル酸は小麦粉の見かけのタンパク質含有量を増やし、濃縮植物性タンパク質の含有量検査を通過するために不正に加えられたと考えられている。
メラミン入りの中国産の粗悪品の噂は世界的に広がり、人間の食品の供給に対しても懸念された。4月27日、アメリカ食品医薬品局(FDA)はすべての中国産植物性タンパク質（小麦グルテン、コメグルテン、コメタンパク質、濃縮コメタンパク質、トウモロコシグルテン、ひきわりトウモロコシグルテン、トウモロコシ副産物、大豆タンパク質、大豆グルテン、アミノ酸及びタンパク加水分解物を含むタンパク質、リョクトウタンパク質）を無検査で市場から抑留した。5月1日、FDAと米国農務省 (USDA) の職員は米国に住む250～300万の人々が汚染された中国産タンパク質を飼料に使った鶏肉を消費したことを明らかにした。
ペットフード会社は既に自主規制していたが、話が広がってしまったため、政府による更なる規制を要求する声もあがった。4月12日までに米国上院はこの問題に関する公聴会を開催した。ペットフード業界は打撃を受け、メニュー・フーズ社はリコールの影響でおよそ3000万ドルの損失を計上した。
5月7日、米国の食品安全の関係者はペットフードで問題になったメラミンやメラミン化合物を含む飼料を与えた豚肉や鶏肉の消費による人間の健康へのリスクは非常に少ないと回答した。

## 経緯
汚染された植物性タンパク質は2006年から2007年の初頭にかけて中国から輸入され、ペットフードに利用されていた。汚染源とどのようにして汚染が病気を引き起こしたのかは現在調査中である。
最初のリコールは2007年3月16日の金曜日にメニュー・フーズ社によって行われ、米国のキャットフードとドッグフードがリコールされた。3月30日までに米国は中国からの小麦グルテンの輸入を禁止した。中国政府は4月4日、北米で起こった食中毒との関係を一切否定し、汚染製品を製造した疑いのある生産施設の検査を拒否した。
しかし、4月6日、中国政府はAP通信に対し小麦グルテンの生産者を調査すると伝え、4月23日、中国はFDAの職員の入国を許可した。4月25日、中国当局は関連工場の閉鎖や破壊と経営者の拘留を始めた。翌日、中国外交部は食品生産におけるメラミンの使用を禁止し、ペットの死亡の原因となると議論されているメラミンを含む製品を除去したと発表した。また、中国は米国の調査員がペットの死亡の「本当の原因」を見つけることに協力すると誓約した。
4月24日、FDAの職員は米国内で人間が消費した家畜の体内でメラミンが初めて検出されたと発表した。

## メラミン汚染源の解明
メラミンを含んだペットフードの材料はすべて中国から輸入されており、調査員は中国での取調べに注目した。また、中国から輸入した汚染された原材料を使っていたペットフードの製造者はペットフード業界に精通しておらず、承認も得ていないという問題も浮上してきた。また、それとは別の中国のメラミン粗悪品の汚染ルートが浮上してきた。メラミンは米国のオハイオ州やコロラド州の養殖業者に魚や家畜の飼料の結合剤として利用するために送られていた。これによる病気はまだ報告されていない。

### 中国におけるメラミンの製造と利用
メラミンは普通尿素から作られる。触媒を通じて気体を得る方法と、水溶性であることを利用して高圧力によって液体を得る方法がある。メラミンはホルムアルデヒドと化合され、メラミン樹脂や非常に耐久性のある熱硬化性樹脂、メラミンフォーム、ポリマーが作られる。最終的には調理台、布地、接着剤、難燃剤などが作られ、稀にメラミン-ホルムアルデヒド樹脂は接着剤や布地プリントのような非食品用途でグルテンに加えられる。
メラミンはサイロマジンなどの農薬の副産物でもある。農務省の食品安全検査局 (FSIS) は化学研究所ガイドブックの中で食品安全検査局自身も利用する肉類や卵の安全を確保し正確なラベル付けを行うために使用する検査方法を含む動物の細胞内のサイロマジンとメラミンを検出する方法を公開している。1999年、米国環境保護庁 (EPA) は、連邦官報内でサイロマジン残留物に関する規則を提示し、メラミンを除去し、サイロマジンのメタボロームがもはや問題とならないレベルまで除去する方法を提示した。
中国ではメラミンの製造に石炭も利用すると報告されている。その生産過程で「メラミンくず」と呼ばれるメラミンの純度の低いものも作られ、メラミンが化学工場や肥料工場で生産される際に廃棄物として生まれ、低価で売られるといわれている。ニューヨーク・タイムズで石炭からメラミンを作る会社として報道された山東明水大化集団は、尿素とメラミンを販売しているが、メラミン樹脂は販売していないといわれている。中国のメラミン生産量はここのところ急激に増えており、2006年には深刻な生産過剰に陥っているといわれている。アメリカ地質調査所の2004年年鑑の世界の窒素生産量調査によると、中国当局は石炭気化技術を使ったアンモニアや尿素の生産工場の建設を続けると述べたと報告されている。
メラミンを合成する際には大量のアンモニアを排出するため、メラミンの生産はしばしばアンモニアをフィードストックとして利用しながら尿素の生産を同時に行う。メラミンの結晶化と洗浄にはかなりの量の、そしてそのままでは環境に有害な排水が生じる。排水は単純な処理によって凝縮し、もとの重量の1.5%～5%の重さの固体となる。固体はおよそ70%のメラミンと23%のオキシトリアジン（アメリン、アメライド、シアヌル酸）と0.7%のポリコンデンセート（メレム、メラム、メロン）を含む。

### 中国企業による意図的な汚染の容疑
メラミンの製造とメラミンを利用した化学反応過程は小麦グルテンなどの製造者や製造過程と完全に無関係である。4月9日、FDAは食品は意図的に汚染されていた「明確な可能性」があったと述べた。リチャード・J・ダービン上院議員は調査員はメラミンが製品の価値を決定するタンパク質含有量検査を騙す為に加えられていたのではないかという疑いを持っていると述べた。あるタンパク質含有量の測定検査ではかなりの量の窒素を検出し、サンプル内のタンパク質は窒素含有量に大きく寄与しているという仮説が唱えられた。メラミンは非常に高い割合の窒素を含んでいる。中国の動物科学の教授Liu Laitingによると、メラミンは普通の検査では検出することが難しいという。
米国がメラミン汚染グルテンを生産したと信じている江蘇省徐州市の農産物関連製品の会社である徐州安営生物技術開発有限公司は我々は無実でありきちんと調査に協力していると主張し続けている。徐州安営の経営者は会社が問題の製品を輸出したことを否定し、彼らは他の誰がその製品を輸出したのか調査していると語った。彼らは中国の法律に言及し、輸出された小麦グルテンは試験を経ており、また彼らは単なる地方の工場の労働者であるに過ぎないと主張している。しかし徐州安営の荷物を運搬するトラックドライバーはこれを否定し、彼らは小麦グルテンを製造する工場を持っていると語った。農務省とFDAの職員は徐州安営が小麦グルテンに食品でないことを示すラベルを貼り、第三者を通して蘇州市富田紡績品有限公司へ送ったと信じている。食品でないことを示す表示はグルテンが検査を行うことなく輸出される場合に許可されている。しかし、蘇州市富田紡績品有限公司のスポークスマンは会社が小麦グルテンを輸出したことを否定した。
徐州安営は食品の原材料の供給者でありながら、過去に膨大な量のメラミンを持っていることが発見された証拠がある。ニューヨーク・タイムズは2007年3月29日、徐州安営の代表者が「我々の会社が膨大な量のメラミンくずを購入した」と産業物資の取引の掲示板に書き込んだと報告した。メラミンは小麦グルテンのタンパク質を含むことを明示し、商品価値を高めるためにを加えられたのかもしれない。しかし、小麦グルテンの輸入業者であるケムニュートラ社は彼らが徐州安営から不純物や汚染物質を含んでいないことを示す分析結果を受け取ったことに不満を述べている。徐州安営が小麦グルテン以外の製品を北米に輸出したのかどうかはまだ分かっていない。
中国でメラミン汚染食品原料の新たな供給者が現れた。2006年の7月から濱州富田生物科学技術有限公司は輸入業者のウィルバー・エリス社と契約していた。濱州富田は大豆やトウモロコシなどのタンパク質を米国やヨーロッパ、東南アジアに供給していた。濱州富田は濃縮コメタンパク質を普通白い袋に入れて輸出していたが、4月11日、ピンクの袋が見つかり、その袋にはステンシルで「メラミン」と書かれていた。濱州富田はウィルバー・エリス社に対し、「袋が破れてしまい、ラベルを付け間違えてしまった。だから新しい袋を使った」と説明した。会社は食品を供給し、原料を与えただけだった。
FDAの動物薬センターの責任者であるスティーブン・サンドロフは中国から輸出されたメラミン入りの小麦グルテン、濃縮コメタンパク質とトウモロコシグルテンは意図的汚染説の支柱になっているとし、「これは我々が中国の工場を訪れた結果達したある仮説である」と彼は語った。
4月29日と4月30日、インターナショナル・ヘラルド・トリビューンとニューヨーク・タイムズは中国の家畜飼料生産者がメラミンくずを何年にもわたって飼料に混入してきたことを認めたと報じた。メラミンを製造する福建省三明鼎輝化工有限公司の経営者であるJi Denghuiは「多くの会社が動物や魚の飼料としてメラミンくずを購入している。もし規制があったらどうなるか私には分からない。たぶんないんだろう。それをしてはならないと法律や規制はない。だからみんなそれをしているのだ。中国の法律とはそのようなものだ。もし事件が起こらなかったら何も規制されることはないのだ」と語った。石炭からメラミンを作り、メラミンからプラスチックや肥料を作り、メラミンくずをそのように使うと書かれ、広くそう思われている。メラミンは見た目のタンパク質含有量を増やし、尿素のような他のありふれたそして違法な材料の検査を回避するために使われてきたといわれている。
5月2日、農務省とFDAの職員は誰が汚染食品を製造し、どこで汚染が起こったのかまだ分からないと述べた。中国政府は徐州安営を例に取り上げ、他の25の製造者から製品を購入していたことを明らかにした。
2007年5月8日、インターナショナル・ヘラルド・トリビューンが伝えた中国の化学メーカー三社の証言によると、しばしば家畜飼料生産者達が、飼料に混入しタンパク質含有量を高く見せかける目的で、シアヌル酸等の化学物質を彼らの工場から買い付けたり或いは問い合わせをしていたという。これは、メラミンとシアヌル酸がタンパク質製品の中で反応する可能性があるという更なる危険性を示唆するものである。
また同日、植物性タンパク質の汚染に加え偽装表示が為されていたことが、FDAの職員により明らかとなった。小麦グルテンやコメタンパク質の濃縮物とされていたものは、実際はいずれもはるかに安価な小麦粉であった（小麦粉は小麦グルテン抽出の母原料である）。抽出タンパク質製品と同等の品質検査結果を得るために小麦粉に加える必要があったのが、（メラミンやシアヌル酸という）窒素に富んだ化合物というわけだ。
中国は動物保護に熱心ではなく、ペットの虐待を防ぐ法律は何もなかった。例えば、狂犬病の流行を防ぐ際、ワクチンを接種して予防するのではなく、ペットを淘汰することを政策として決定していた。狂犬病の犬の淘汰は4歳の女の子を含む3人の人間によって行われた。飼い主が見守る中、道端で犬はこん棒で殴られ、死んでしまった。

#### 合法的な非タンパク性窒素と違法な飼料への添加
反芻動物は自らの腸内のバクテリアによる発酵によっていくつかの非タンパク性窒素（NPN）を得る。NPNは反芻動物のタンパク質を補う。猫や犬、豚（そして人間）のような非反芻動物はNPNを得ることができない。NPNは反芻動物に尿素やリン酸アンモニウムやビウレットをもたらす。たまに重合化された尿素樹脂か尿素とホルムアルデヒドの混合体は（ともにホルムアルデヒド処理された尿素として知られる）は尿素の代用として利用される。前者は窒素の排出のよい制御をもたらすからである。
この実験は中国やフィンランド、インド、フランス
などの国で行われた。
シアヌル酸はNPNとして利用される。例えば、アーチャー・ダニエルズ・ミッドランド社が製造する牛のNPNサプリメントにはビウレット、トリウレット、シアヌル酸や尿素が含まれている。FDAは飼料や飲料水の中に一定の量のシアヌル酸が含まれていることを認めている。
メラミンは1958年から特許として認可され、牛用のNPNとして利用されてきたとされている。しかし、1978年メラミンは反芻動物のNPNとしてはふさわしくない可能性があると結論付けられた。なぜなら綿実粕や尿素のような他のNPNと比べ牛の腸内で加水分解されるのが遅く、また不完全であるからである。
中国では尿素樹脂を非反芻動物の飼料に混入することは普通に行われていた。中国国内では婉曲的に「蛋白精」と名付けられて売られており、「新しいタンパク性窒素の飼料添加物の一種」と書かれていた。しかし、少なくとも国連の食糧農業機関の報告では尿素樹脂を一部の非反芻動物に与えることは適切であると提案されており、飼料の結合剤として水産養殖に利用することも提案されていた。
少なくとも既に2005年にはそれほど値段の高くないNPNを含んだ濃縮コメタンパク質が非反芻動物用の飼料として市場に出回っていたという報告がある。江陰市和泰物貿有限公司のホームページでは、他の匿名の供給者によって低価格で市販されている「コメタンパク質の偽物」から、等電点分析により汚染物質が検出されたと警告した。その報告でいう汚染物質がメラミンなのか他のNPNなのか、その時汚染された濃縮コメタンパク質が食品に利用されていたのかは明らかにされていない。
4月18日、アリババ・ドット・コムで徐州安営の名前で販売されていた「Esb protein powder」の広告が掲載された。その製品は天然のタンパク質を含み家畜の飼料として最適とされていた。しかし、その製品はクレームこそつけられていなかったが、実は質の悪いタンパク質を160~300%含んでいた。またその広告では非タンパク性窒素の略語である「NPN」を使用し、それに似た広告は他のウェブサイトで早ければ2005年の10月31日には掲載されていた。山東濱州新鵬生物科技有限公司の「EM bacterium active protein forage」や山東済南生物科技有限公司の「HP protein powder」
など製品は似たような名前をつけられていた。

#### 食品産業におけるタンパク質検査
タンパク質は他の食品の構成物とは違い窒素を含むため、窒素測定はタンパク質測定の代用となる。食品産業においては粗タンパク質を検出する検査標準が用いられ（公式にはケルダール法とデュマ法が利用されている）、全体の窒素量を測定する。
食品産業では、過去何十年にも渡ってNPNによって粗タンパク質含有値を水増ししたり、タンパク質食品の事故的な汚染や意図的な混入が起こってきたことが知られており、タンパク質食品の継続的な購入者は品質を保証するため尿素や硝酸アンモニウムのようなもっともありふれたNPN汚染物質を検知するために多くの品質を検査する方法を開発し行っている。
少なくとも1つのペットフードメーカーは一連のリコールに巻き込まれていない。オネスト・キッチン社はメラミン汚染の報道に対しすぐさま対応し、品質確認のためメラミン添加試験を行い、既にすべての原材料が試験済みであるとの声明を発表した。
他にも少なくとも1つの食品産業の一部、数カ国の酪農業（米国、オーストラリア、フランス、ハンガリー）が他の粗タンパク質測定法を廃して「真のタンパク質」を測定する方法を採用し、納入や試験の標準にしている。「『真のタンパク質』は牛乳に含まれる種類のタンパク質のみを測定する指標であり、『粗タンパク質』はNPNや尿素など人間の食物でないものを含むすべての窒素化合物を測定する指標である。現在の牛乳の分析装置は真のタンパク質に見られるペプチド結合を直接測定するものである」。

### 不本意な汚染タンパク質の混入
4月26日と4月27日、ブルー・バッファロー社、ダイヤモンド社、ハーモニー・ファームズ社、ナチュラル・バランス社はリコールを行い、4社はアメリカン・ニュートリション社による不本意なコメタンパク質の混入がされていたと苦情を述べた。これらの混入は汚染が中国の原材料供給者に止まらず、他にも汚染物質を利用している不誠実な製造者がいるのではないかという不信を引き起こした。ダイヤモンド社とナチュラル・バランス社はこのことをアメリカン・ニュートリション社による背信行為であるとし、ブルー・バッファロー社とハーモニー・ファームズ社はアメリカン・ニュートリション社による「毒物混入」であるとして非難した。アメリカン・ニュートリション社はこれらのコメントには特に反応せずリコールを行った。

### 中国以外でのメラミンの意図的混入
2007年5月31日、インターナショナル・ヘラルド・トリビューンは米国のオハイオ州とコロラド州の魚と家畜動物の養殖業者によってメラミンが結合剤として飼料に使われていたと報じた。

## 人間の食品への影響
米国の政府職員は公の場では人間にとってメラミンは単独では危険ではないと思うと語っている。しかし、メラミンが他の物質、特にシアヌル酸と反応し、メラミンが生成される際にできる廃棄物とよく似ているとされる化学物質に関するデータはあまりにも少ない。アメリカとカナダの科学者がいうようにそれがペットの腎不全につながったのかもしれない。5月25日、FDAは「US FDA/CSFAN Interim Melamine and Analogues Safety/Risk Assessment」と題した報告書の中でこう述べた。「メラミン相似物質が元の物質であるメラミンと違う性質を持つことはまったく可能である。我々はメラミンと比較される3つのメラミン相似物質関連の評価について何の情報も持っていない。この暫定的な評価のため、我々は等しい可能性を持っていると仮定している。メラミンはそれら3つの相似物質と相乗的に相互作用しているという仮説が唱えられているがこの仮説を実証する研究は特に行われていない。そのためのとても予備的な試験が提案されている。格子状の結晶の構成、特にメラミンとシアヌル酸は非常に高いレベルで起こり、発端であり、凝縮に依存し、低いレベルの暴露には関連しない現象である。まだ調査の途中であるが、現在ではメラミンとシアヌル酸の混合物が疑惑のペットフードを食べた猫と犬の腎不全につながったことは明らかである」。
米国では、人間の食品の供給において5つの潜在的ルートが確認された。1つめはFDAと農務省の職員によって既に認識されていた汚染された原材料を使ったペットフードを消費することと飼料にメラミン廃棄物を使った豚や鶏を消費することである。「このような豚肉や鶏肉を消費することによる人間の健康へのリスクは非常に低い」とされている。5月1日、FDAと農務省は約250~300万人がペットフード汚染物質を飼料として与えた鶏肉を消費したとみられると発表した。
2つめの可能性は、動物に与えるため（カナダでは魚の餌として与えるとされる）に輸入された汚染された植物性タンパク質によるものである。3つめは人間の食物として使用する目的で輸入された汚染された植物性タンパク質によるものである。FDAは輸入業者に警鐘を鳴らし、すべての中国産植物性タンパク質を無検査で市場から抑留した。
4つめは、5月10日にFDAと農務省の記者会見によって言及された汚染された植物性タンパク質を人間の食品に取り込み、その後輸入されたものを消費することによるものである。
5つめは、5月30日にFDAと農務省の記者会見で明らかにされたメラミンが飼料の結合剤として利用されていた家畜動物やエビや魚を消費することによるものである。
徐州安営の小麦グルテンは動物の飼料用途ではなく、人間の食品用途のものとされており、小麦グルテンはパンやパスタのような人間の食品に利用されていた可能性があることになる。汚染されたタンパク質が利用されたパンが製造されたが、FDAは発売される前に差し止めることができた。FDAはアメリカ疾病予防管理センター (CDC) に対し新しく入院した腎不全の患者がみられないかどうかを観察するよう要求した。人間の病気の増加は見受けられず、人間の食品の検査で汚染が見つかることもほとんどなかった。しかし、FDAは徐州安営の小麦グルテンをすべて検査したわけではなかった。
中国産の動物の飼料にメラミン汚染が広がっているという報告は、中国内外の人間の食品がメラミン汚染されているという可能性をも示唆している。中国が植物性タンパク質にメラミンを混入することを禁じたにもかかわらず、一部の化学メーカーは動物の飼料や人間の食品にメラミンを混入することを続けていると報告されている。湖南省のHenan Xinxiang Huaxing Chemicalの経営者であるLi Xiupingはこう語っている。「我々の化学製品は主に添加物に利用されており、動物の飼料にする目的ではない。メラミンは主に化学産業で利用されているが、ケーキを作るために利用されることもある」。

### 人間の食品への影響に関する出来事
4月3日、ボストン・グローブ紙は人間の食品用途の汚染小麦グルテンが工場での生産を終了したと報じた。4月19日、米国連邦政府の職員は濱州富田のコメタンパク質が豚の飼料に使われていたという報告を調査していると語ったが、どこで使われていたのかは明らかにしなかった。The California Department of Food and Agricultureはセレス市の養豚場の豚の尿にメラミンが見つかると、その養豚場を隔離した。カリフォルニア州の獣医であるリチャード・ブライトマイヤーは「豚はすべて健康であるが、その肉から化学物質が検出されるかどうかは分からない」と語った。米国の豚は主として個人消費用である。4月3日以降は米国産豚肉を買って食べないように勧められている。カリフォルニア州の職員によると、州の約45人がメラミン汚染された飼料を使った豚肉を食べたという。
4月24日、FDAの職員はカリフォルニア州、ノースカロライナ州、サウスカロライナ州、ユタ州（とオハイオ州）では豚（とミズーリ州の鶏）にメラミンが入った飼料を与えられたと語った。FDAは既に小麦グルテン、濃縮コメタンパク質の原材料及び製品のメラミン汚染検査を行っていたが、それに続いてひきわりトウモロコシ粉末、トウモロコシグルテン、米ぬか、大豆タンパク質を含む輸入原材料及び加工食品の添加物検査を行ったと語った。
FDAの食品安全のアシスタント・コミッショナーであるデイヴィッド・アチソン博士は、5月3日からFDAは米国内のタンパク質を利用する人間の食品製造者に対して汚染原材料を使っていないかどうか確認するよう調査を開始し、そのようなことは見当たらなかったが、慎重に見守る必要があると語った。

### FDAと農務省が汚染飼料を与えられた家畜の肉が人間の食品として供給されていたことを認める
4月28日、農務省とFDAは以下のプレスリリースを共同で発表し、汚染飼料を与えられた豚の肉が人間の食品として市場に供給されていたことを認めた。「現在利用可能な情報によれば、FDAと農務省は汚染飼料を与えられた豚肉を食べることによる病気の可能性は非常に低いと考える」。
4月30日、農務省とFDAは4月28日のインディアナ州で見つかった汚染飼料を与えられていた鶏肉に対する反応を含めた食品安全に対する考え方を改訂した。
FDAやCDC、大学の毒性学者らによると、メラミンが猫や犬に害をもたらしたことは依然として「謎として残っている」ものの、このような食品が人間の食品として供給されることによる人間の健康へのリスクは低いとされている。
5月7日、農務省とFDAは共同でプレスリリースを発表し、ペットフードを汚染原因にもなった汚染飼料を与えられた家畜の肉を消費することによる人間へのリスクに関する5つの連邦機関の共同の判断を反映してこのような豚肉や鶏肉を消費することによる「人間の健康へのリスクは非常に低い」とする結論を下した。FDAや農務省の食品安全検査局、CDC、環境保護庁、税関国境警備局の科学者によるリスクアセスメントが行われ、それまで不明だったメラミンとシアヌル酸の生体内での化学反応による毒性の増加の発生に焦点を当てた現在の調査による判断の基準を引用し、「人が一日に食べるすべての固形食がメラミンで汚染された飼料を与えられた動物の肉だったと仮定する最も極端なシナリオにおいても、潜在的な被曝量は安全であると考えられた投与量のおよそ2500分の1だった」との結論を得た。FDAと農務省は専門家集団による確認作業を行い、リスクアセスメントを振り返る科学者顧問会議を開催し、メラミンとメラミン化合物が人間や動物に与えるリスクに関する科学的な分析結果を寄稿した。
5月8日、人間の食品用の何種類かの魚にも意図的に汚染飼料を与えられていたことが報じられた。FDAの食品安全のアシスタント・コミッショナーは、「我々はこれらの魚を消費することによるいかなる重要なリスクも認めることはできないと信じる」と語った。FDAがリコールに巻き込まれる州を確認することは少なくなってきていたが、the Oregon Department of Fish and Wildlifeはthe Marion Forks Hatcheryで魚の汚染飼料が見つかったと語った。彼らによると、飼料を製造したスクレッティング社は同じ飼料をオレゴン州の6つの他の魚の孵化場に送っていたという。
5月10日、メラミンとシアヌル酸の混合物の消化による動物と人間の健康へのリスクについて、FDAのアシスタント・コミッショナーであるデイヴィッド・アチソン博士は、「私はそれらが添加物であることを示すいくつかの予備的なデータを見つけただけで、かつてこの問題に関するいかなる研究も見出すことはできない。2つの物質が化学反応を起こすと相乗効果によってもはや元の添加物ではなくなってしまう… リスクアセスメントの専門家ももし相乗効果が起こっても総合的な毒性は10倍以上にはなりそうにないと見積もっており、安全であると言い切れるだけの十分な余裕がある」と語った。 このとき添加物が生成されることを示すデータは何もなく、相乗効果が起こったときリスクが10倍増加することを示す根拠もなかった。
5月15日、農務省はメラミン汚染された豚肉を利用した人間の食品はすべて取り除かれたと発表した。いくつかの州でおよそ56000匹の豚が影響を受けた。しかし、豚の体内でのメラミンの反応や豚肉内のシアヌル酸の影響の検査は行われなかった。メラミン単独での生物濃縮の証拠は見当たらず、豚の腎臓でのメラミンとシアヌル酸の化学反応が生物濃縮に影響を与えるかどうかも特に言及されなかった。

### FDAによる中国産原材料の無検査抑留
4月27日、FDAはすべての中国産植物性タンパク質（小麦グルテン、コメグルテン、コメタンパク質、濃縮コメタンパク質、トウモロコシグルテン、ひきわりトウモロコシグルテン、トウモロコシ副産物、大豆タンパク質、大豆グルテン、アミノ酸及びタンパク加水分解物を含むタンパク質、リョクトウタンパク質）を無検査で市場から抑留した。
FDAの食品安全・応用栄養センターの最高責任者であるデイヴィッド・アチソン博士によると、これらの原材料は汚染原材料が人間の食品に利用されている証拠は何もなかったが、朝食シリアルやピザ、幼児用粉ミルク、プロテインシェイクなど様々な食品に利用されていた。

### FDAがCDCに対し観察を要求
様々な輸入食品や原材料のメラミン汚染の検査に加え、FDAはCDCに対しその監視ネットワークを利用して腎不全のような人間の食品における汚染が原因の人間の病気の増加の兆候を示しているかどうか観察するよう要求した。
5月2日、CDCのスポークスマンであるバーナデット・バーデンはCDCの食中毒コントロールセンターにおける調査や経験のある病院、個人病院のサンプルを見る限り、腎不全の増加は報告されていないと語った。

### 米国連邦政府によるメラミンとシアヌル酸の検査方法
農務省の食品安全検査局は化学研究所ガイドブックの中で食品安全検査局の研究所で利用され、他の機関の検査プログラムを支援し、肉や卵製品の安全性を保証し、正確なラベル付けを行う検査方法を含む動物の細胞組織内のサイロマジンとメラミンを分析する検査方法を公開している。
4月24日、FDAの動物薬センターの責任者であるスティーブン・サンドロフは、「我々はシアヌル酸を発見した。シアヌル酸はメラミンと何らかの関係がある。他の物質は窒素をとても多く含んでおり、我々は今その物質についても検査しているところだ」と語った。
5月7日、FDAは食品製造者に対し、人間が消費する製品に使われているすべての原材料の安全性について法的責任を負っていることを喚起する書簡を送った。FDAは食品製造者がFERNの研究所で利用されているものと同様の食品検査法（サンプルの準備方法、ガスクロマトグラフィー及び質量分析法を用いた小麦グルテンやペットフード内のメラミンの発生源の分析）を利用できるようにした。
5月15日、農務省の食品検査局によって豚肉の検査のプロセスが法的に有効化された。

### 米国外への食品の供給
公式には米国外へメラミン汚染された食品の供給がされたという報告はされていない。しかし、少なくとも新聞の報道によると中国で製造された人間の食品の原材料にはメラミンが広く利用されている可能性があるという。

## 中国政府の対応
かつて小麦グルテンのみが問題視されたとき、米国連邦政府の調査員は食品の中のグルテンを追跡調査した。グルテンはすべてケムニュートラ社のカンザスシティの倉庫から来ていた。ケムニュートラ社は、2006年11月29日から2007年3月8日にかけて800トン近くの小麦グルテンを中国の江蘇省徐州市の徐州安営生物科学技術有限公司から輸入したと語った。ケムニュートラ社は、グルテンは中国から直接、あるいはオランダを経由して輸入し、徐州安営から汚染を示す化学分析の報告を受け取っていないと語った。製品はカンザスシティの倉庫から米国とカナダのいくつかのペットフードメーカーと配給者に送られ、その中にはリコールの影響を受けた会社も含まれている。徐州安営はニンジンやニンニク、ショウガ、トウモロコシタンパク質の粉末などの野菜や飼料も輸出していた。
4月5日の数日後、米国はすべての小麦グルテンの輸入を停止した。中国政府はニューヨーク・タイムズに対し、北米で起こったいかなる食中毒との関連も否定し、彼らは調査の焦点となっている小麦グルテンを含めいかなる農産物製品によるペットフードの汚染は起こっていないと苦情を述べた。徐州安営の経営者も北米に小麦グルテンを輸出したことを否定した。
しかし、4月6日、中国政府はAP通信に対し、小麦グルテンの製造元を調査すると伝えた。中国政府は調査の詳細については明らかにしなかったが、新華社は小麦グルテンの「サンプリングと検査」を行っており、メラミンの存在に注目していると報じた。国家質量監督検験検疫総局の職員は、北京の米国大使館と接触をとり続け、米国の進んだ技術による詳細な検査を行うと語った。
4月4日、中国政府はFDAの汚染製品を製造した疑いのある施設の調査をしたいとの要求を拒否した。4月11日、FDAの調査部門の責任者は中国政府の対応に失望したと語った。4月23日、1ヶ月近い調査の拒否を経て、中国はようやくFDAに対し調査員の入国を許可した。
4月25日、中国当局は濱州富田生物科学技術有限公司を閉鎖し、経営者であるTian Fengを拘留した。Fengは自らの責任を否定し、「私は何も悪いことをしていない」と語り、また彼はメラミンが何であるかさえ知らないと語った。翌日、中国外交部は食品におけるメラミンの使用を禁止し、メラミンを含んだ食品はすべて除去されたが、ペットの死因になったメラミンの役割について引き続き論議が紛糾していることを認めた。中国は米国の調査員がペットが死亡した「本当の原因」を見つけることに協力することも誓約した。4月26日、中国は記者会見で4月23日にFDAの調査員を招待したことを示す記録文書を公開したが、メラミンの使用を禁止したことについては何も言及されていなかった。
5月3日、中国当局は徐州安営の経営者であるMao Lijunを拘留し、まだ原因が特定されていない中、新たに汚染タンパク質を製造した会社を告発することで中国政府の調査が次の段階に入ったことをアピールし、月曜日に中国に到着したFDAの調査員に対し積極的に協力する意思を見せた。
5月9日、中国当局は食の安全に関するいくつかの具体的な方針を明示した。
汚染タンパク質輸出問題に直接関連するわけではないが、5月29日、新華社は国家食品薬品監督管理局の元局長である鄭篠萸が8つの企業から649万人民元（約85万米ドル）以上の賄賂を受け取り、非安全な薬品を認可し、少なくとも数百人、おそらくは数千人が死亡した件について有罪判決を下し、彼は死刑に処されたと報じた。彼の8年間の在任期間中、FDAのおよそ134倍に当たる15万件以上の新薬の認可を要請されていたことも明らかになった（FDAの1年間の新薬認可数はわずか140件程度である）。特に驚くべきことではないが、15万件以上の医薬品のほとんどは鄭篠萸が賄賂を受け取っていた8つの会社のものだった。最高責任者が自殺し、閉鎖されていた安徽省の華源生物薬有限公司の医薬品により14人が死亡し、数百人が再起不能な後遺症を負った。 鄭篠萸の前の代理人も200万人民元（約25万米ドル）以上の賄賂を受け取り、鄭を支援したとされ有罪判決を受けた。前の代理人も死刑宣告され、2年後に執行される。新しい食品安全リコールのシステムがその年の終わりまでに実行される。しかし、中国国民はこれが氷山の一角であることを知っている。なぜなら報道されている鄭篠萸が受け取った賄賂の金額は鄭自身が自白したものであり、本当の額はずっと多いからである。2007年3月、鄭篠萸は受け取った賄賂の正確な金額は分からないことを認めた。なぜなら649万人民元という金額は彼自身が受け取ったもののみで彼の妻子も莫大な賄賂を受け取っておりそれは加算されていないからである。鄭篠萸一家に対する捜査は続いている。中国国民は捜査が進めば進むほど、薬害で死亡したり、重篤な後遺症を負った人間の数は確実に増えていくだろうと信じている。

## 米国の反応

### 連邦政府の対応
米国及びカナダにおける食品のリコールは、企業による自主的なものであり、政府機関の指示によるものではない。FDAはリコールが起こるまでペットフードの安全性の確保を人間の食品と同じレベルまで引き上げていなかった。FDAによると、「FDAのペットフード規制は他の動物の飼料と似たようなものであり、連邦食品・医薬品・化粧品法 (FFDCA) はペットフードに人間の食品のように清潔な状態であり、危険な物質を含まず、ラベルに本当のことが書いてあることなど、純粋で全体的な安全性を要求している」という。しかし、「FDAはペットフード製品の出荷前の承認を要求していない」。
リコールが報告されると、FDAはただちに調査を支援するために職員の動員を開始し、ペットフードのサンプル収集、リコールの影響の監視、消費者の被害の報告の準備に20の部門と3つの研究所から400人以上の職員を動員した。また、FDAは科学者と調査団との間の情報交換を円滑にするため、緊急事態対策本部を立ち上げた。政府機関は50のすべての州の農業と健康機関に対し調査と分析をするよう連絡した。FDAは徐州安営の小麦グルテンの輸入を停止するよう警告し、中国やオランダから輸入された小麦グルテンを綿密に調査した。
汚染の結果、消費者とペットの権利を主張する人々は、FDAに対しペットフードの安全性の確保についてもっと積極的な役割を果たすよう声を上げた。4月2日、動物の倫理的扱いを求める人々の会はFDAのコミッショナーであるアンドリュー・フォン・エッシェンバッハ博士の辞任を要求した 。
米国の食の安全に対する関心が高まり、5月1日、エッシェンバッハ博士は、「戦略的、実際的な食品の安全と保護の問題」に取り組むアシスタント・コミッショナーのポストを新設したことを明らかにし、デイヴィッド・アチソン博士が就任した。エッシェンバッハ博士は、「私にとって米国の食品の供給と、米国人が食べる食品の生産地の安全性は最も重要であり、それがこの機関の職責である」と語っている。

#### 米国議会の反応
リコールの余波により、消費者の間からメニュー・フーズ社に対して調査を行うことや、連邦政府のペットフードの安全性と品質管理への対処、FDAがリコールへの対応を行うことを促す声が起こった。4月1日に、民主党のディック・ダービン上院議員はFDAのペットフードの調査システムの弱点を指摘した。週の初め、民主党のローザ・デラウロ下院議員は、ペットフードの製造設備の欠陥についてFDAに分析を依頼し、リコールが起こってからは対策がとられてきた。4月6日、ダービン上院議員は連邦政府の人間の食品及びペットフードの検査プロセスを批判し、この問題に関する公聴会の開催を要求した。ロサンゼルス・タイムズのダービン上院議員へのインタビューによると、ダービン上院議員はFDAが国家標準を設定し、ペットフードの生産設備の検査ルールを設けること、また企業による自主回収に頼るのではなく、FDAがリコールを行うことを製造者に指導できるように連邦法を改正することを求めている。
ダービン上院議員はアメリカ合衆国上院歳出小委員会, Rural Development, Food and Drug Administration, and Related Agenciesの委員長である民主党のハーブ・コール上院議員とともに活動している。コール上院議員はダービン上院議員と共和党のロバート・ベネット上院議員と共に上院歳出小委員会において公聴会を開催した。上院歳出委員会から民主党のロバート・バード上院議員も参加し、証人にはFDAの職員もいた。公聴会ではメニュー・フーズ社による報告の遅れ、連邦政府によるペットフード生産設備の検査の欠如、リコールが開始されてからのFDAによる不完全な報告などが証言された。
公聴会の期間中、ダービン上院議員とバード上院議員は政府のリコールへの対応を批判した。ダービン上院議員は特にペットフードの安全性を確保するための定期的な検査や品質コントロールが何も行われていなかった点を批判した。コール上院議員はボランティアのウェブサイトのほうがより詳しく、より簡単に問題の拡大に関する情報を入手でき、FDAの職員自身が証明することが難しいと認めていたように、FDAのウェブサイトによる食品への警告にも問題があった（コール議員はその時点でそれに異を唱えていた）ことを指してFDAのコミュニケーションを批判した。
4月18日、ダービン上院議員とデラウロ下院議員はFDAのコミッショナーのフォン・エッシェンバッハとコメタンパク質の追加リコールと中国政府が国外の機関による汚染の調査を拒否している件について話し合うために会合し、彼らは駐米中国大使のZhou Wenzhongに「小麦グルテンとコメタンパク質の汚染は中国からの輸入品によるものであること」と、「メラミンがペットフードや人間の食品の中に入っていてはならない」ことを記した書簡を送り、米国の調査団にビザを発行するよう要請した。

#### 米国国民の反応
汚染タンパク質輸出問題は米国メディアの中国産食品の安全性に対する多大な関心を呼び、米国国民の中国産輸入品への不安が増加した。2007年7月のコンシューマー・レポートによる世論調査では92%の米国人が肉の生産国について関心を持っており、USAトゥデイとギャラップの世論調査では中国からの輸入品について74%の米国の回答者が「多少関心がある」か「とても関心がある」と答えている。